# Hervé Guilleux
Hervé Guilleux (Le Mans, 15 febbraio 1956) è un pilota motociclistico francese ritiratosi dalle competizioni.

## Carriera
La sua carriera motociclistica è iniziata nel 1973 in una serie monomarca Kawasaki ed è proseguita alternando gare nel motomondiale e gare nell'endurance motociclistico.
Per quanto riguarda le gare di durata la sua affermazione più importante è quella ottenuta nel 1982 al Bol d'Or, vinto con Jean Lafond e Patrick Igoa; tale vittoria, unita a buoni piazzamenti nelle altre corse di quell'anno, gli hanno consentito di ottenere il titolo di vicecampione del mondo del campionato mondiale Endurance.
Nel motomondiale, dopo aver fallito dal 1975 al 1977 la qualificazione al GP di Francia, ha partecipato a varie gare tra il 1979 e il 1987. La sua migliore annata è stata quella del 1983  nella quale, in sella ad una Kawasaki KR 250, si classifica al quarto posto nel campionato della classe 250: in questa stagione sale quattro volte sul podio, tra cui la sua unica vittoria iridata ottenuta al Gran Premio di Spagna.
Si è ritirato dalle competizioni nel 1988.

## Risultati nel motomondiale

### Classe 250
| 1975 | Classe | Moto            |    |  |    |  |  |  |  |  |  |  |  |  |  |  |  | Punti | Pos. |
| ---- | ------ | --------------- | -- |  | -- |  |  |  |  |  |  |  |  |  |  |  |  | ----- | ---- |
| 1975 | 250    | Harley-Davidson | NQ |  | NE |  |  |  |  |  |  |  |  |  |  |  |  | 0     |      |

| 1976 | Classe | Moto   |    |    |  |  |  |  |  |  |  |  |  |  |  |  |  | Punti | Pos. |
| ---- | ------ | ------ | -- | -- |  |  |  |  |  |  |  |  |  |  |  |  |  | ----- | ---- |
| 1976 | 250    | Yamaha | NQ | NE |  |  |  |  |  |  |  |  |  |  |  |  |  | 0     |      |

| 1977 | Classe | Moto   |  |    |  |  |  |    |  |  |  |  |  |  |  |  |  | Punti | Pos. |
| ---- | ------ | ------ |  | -- |  |  |  | -- |  |  |  |  |  |  |  |  |  | ----- | ---- |
| 1977 | 250    | Yamaha |  | NE |  |  |  | NQ |  |  |  |  |  |  |  |  |  | 0     |      |

| 1981 | Classe | Moto         |   |    |   |     |   |     |    |     |     |     |     |    |    |     |  | Punti | Pos. |
| ---- | ------ | ------------ | - | -- | - | --- | - | --- | -- | --- | --- | --- | --- | -- | -- | --- |  | ----- | ---- |
| 1981 | 250    | Siroko-Rotax | 4 | NE | - | Rit | 9 | Rit | NE | Rit | Rit | Rit | Rit | 11 | 19 | Rit |  | 10    | 20º  |

| 1982 | Classe | Moto        |    |    |     |  |  |  |  |  |  |  |  |  |  |  |  | Punti | Pos. |
| ---- | ------ | ----------- | -- | -- | --- |  |  |  |  |  |  |  |  |  |  |  |  | ----- | ---- |
| 1982 | 250    | Rotax-Kobas | NE | NE | Rit |  |  |  |  |  |  |  |  |  |  |  |  | 0     |      |

| 1983 | Classe | Moto     |   |   |   |    |   |   |     |   |   |     |   |    |  |  |  | Punti | Pos. |
| ---- | ------ | -------- | - | - | - | -- | - | - | --- | - | - | --- | - | -- |  |  |  | ----- | ---- |
| 1983 | 250    | Kawasaki | 3 | - | 6 | 12 | 1 | 6 | Rit | 3 | 5 | Rit | 2 | NE |  |  |  | 63    | 4º   |

| 1984 | Classe | Moto                         |     |     |     |     |    |     |  |  |  |  |  |  |  |  |  | Punti | Pos. |
| ---- | ------ | ---------------------------- | --- | --- | --- | --- | -- | --- |  |  |  |  |  |  |  |  |  | ----- | ---- |
| 1984 | 250    | Chevallier-Yamaha e JJ Cobas | Rit | Rit | Rit | Rit | 14 | Rit |  |  |  |  |  |  |  |  |  | 0     |      |

| Legenda | 1º posto        | 2º posto            | 3º posto            | A punti      | Senza punti        | Grassetto – Pole position Corsivo – Giro più veloce |
| Legenda | Gara non valida | Non qual./Non part. | Ritirato/Non class. | Squalificato | '-' Dato non disp. | Grassetto – Pole position Corsivo – Giro più veloce |

### Classe 350
| 1979 | Classe | Moto       |   |   |   |   |   |   |   |    |    |   |   |   |   |  |  | Punti | Pos. |
| ---- | ------ | ---------- | - | - | - | - | - | - | - | -- | -- | - | - | - | - |  |  | ----- | ---- |
| 1979 | 350    | BUT-Yamaha | - | - | - | - | - | - | - | NE | NE | - | - | - | 4 |  |  | 8     | 19º  |

| 1980 | Classe | Moto |    |    |  |    |    |    |    |     |     |    |  |  |  |  |  | Punti | Pos. |
| ---- | ------ | ---- | -- | -- |  | -- | -- | -- | -- | --- | --- | -- |  |  |  |  |  | ----- | ---- |
| 1980 | 350    | BUT  | NP | NE |  | NE | 13 | NE | NE | Rit | Rit | NQ |  |  |  |  |  | 0     |      |

| 1981 | Classe | Moto   |  |  |  |  |    |    |  |  |    |    |     |    |    |  |  | Punti | Pos. |
| ---- | ------ | ------ |  |  |  |  | -- | -- |  |  | -- | -- | --- | -- | -- |  |  | ----- | ---- |
| 1981 | 350    | Siroko |  |  |  |  | NE | NE |  |  | NE | NE | Rit | NE | NE |  |  | 0     |      |

| Legenda | 1º posto        | 2º posto            | 3º posto            | A punti      | Senza punti        | Grassetto – Pole position Corsivo – Giro più veloce |
| Legenda | Gara non valida | Non qual./Non part. | Ritirato/Non class. | Squalificato | '-' Dato non disp. | Grassetto – Pole position Corsivo – Giro più veloce |

### Classe 500
| 1979 | Classe | Moto  |  |  |  |  |  |  |  |  |  |  |  |    |    |  |  | Punti | Pos. |
| ---- | ------ | ----- |  |  |  |  |  |  |  |  |  |  |  | -- | -- |  |  | ----- | ---- |
| 1979 | 500    | Buton |  |  |  |  |  |  |  |  |  |  |  | NE | 13 |  |  | 0     |      |

| 1981 | Classe | Moto   |    |  |    |  |     |    |  |  |  |  |  |  |  |    |  | Punti | Pos. |
| ---- | ------ | ------ | -- |  | -- |  | --- | -- |  |  |  |  |  |  |  | -- |  | ----- | ---- |
| 1981 | 500    | Yamaha | NE |  | NQ |  | Rit | NE |  |  |  |  |  |  |  | NE |  | 0     |      |

| 1987 | Classe | Moto       |  |  |  |  |    |    |    |     |    |     |     |  |     |  |  | Punti | Pos. |
| ---- | ------ | ---------- |  |  |  |  | -- | -- | -- | --- | -- | --- | --- |  | --- |  |  | ----- | ---- |
| 1987 | 500    | Fior-Honda |  |  |  |  | 20 | 20 | 20 | Rit | 18 | Rit | Rit |  | Rit |  |  | 0     |      |

| Legenda | 1º posto        | 2º posto            | 3º posto            | A punti      | Senza punti        | Grassetto – Pole position Corsivo – Giro più veloce |
| Legenda | Gara non valida | Non qual./Non part. | Ritirato/Non class. | Squalificato | '-' Dato non disp. | Grassetto – Pole position Corsivo – Giro più veloce |